# Montmédy
Montmédy – miejscowość i gmina we Francji, w regionie Grand Est, w departamencie Moza.
Według danych na rok 1990 gminę zamieszkiwały 1943 osoby, a gęstość zaludnienia wynosiła 83 osób/km² (wśród 2335 gmin Lotaryngii Montmédy plasuje się na 219. miejscu pod względem liczby ludności, natomiast pod względem powierzchni na miejscu 125.).